# Neu!
Neu! (вимовляється: Ной!) — західнонімецький краут-рок гурт, створений у Дюссельдорфі 1971 року Клаусом Дінгером і Міхаелем Ротером після їхнього відходу з Kraftwerk. Альбоми гурту продюсував Конні Планк, якого вважали «прихованим учасником» гурту. Вони випустили три альбоми у своїй початковій інкарнації — Neu! (1972), Neu! 2 (1973) і Neu! '75 (1975) — перед тим, як розпалися у 1975 році. Гурт ненадовго возз'єднався в середині 1980-х.
Хоча Neu! мали мінімальний комерційний успіх під час свого існування, гурт ретроспективно вважається центральним актором західнонімецького краут-рок руху 1970-х. Вони відомі як піонери біту «моторик», мінімалістичного ритму 4/4, що асоціюється з краут-рок виконавцями. Їхня творчість справила значний вплив на такі жанри, як електроніка та панк.

## Історія

### 1970—1971: Передісторія становлення
Neu! був утворений у 1971 році в Дюссельдорфі як відгалуження від раннього складу іншого знакового краутрок гурту Kraftwerk, чиї ранні роботи також продюсував Конні Планк. Барабанщик Клаус Дінгер приєднався до Kraftwerk посеред сесій для запису їхнього однойменного дебютного альбому. Після завершення роботи над альбомом до складу Kraftwerk був прийнятий гітарист Міхаель Ротер. Ротер грав у місцевому гурті The Spirits of Sound, до складу якого також входив барабанщик Вольфґанґ Флюр, який через два роки сам приєднався до Kraftwerk.
Співзасновник Kraftwerk Ральф Гюттер покинув гурт, щоб завершити навчання, і протягом шести місяців Kraftwerk складався з тріо Ротера, Дінгера і Флоріана Шнайдера. У цьому складі гурт давав епізодичні концерти і брав участь у німецькій телевізійній програмі Beat Club. Запис у студії Конні Планка Windrose виявився невдалим (пізніше Ротер пояснив це «різницею темпераментів»). Дінгер і Ротер розійшлися зі Шнайдером і заснували Neu! разом із Планком. Гюттер знову приєднався до Шнайдера, і пара продовжила запис другого альбому Kraftwerk з Планком.

### 1971—1975: Основна кар'єра
Назва гурту NEU! («новий!») була натхненна поширеністю в той час рекламного бізнесу в Дюссельдорфі; за словами Дінгера, який назвав його «найсильнішим словом у рекламі» і навіть сам володів формальною рекламною агенцією для бронювання студій. Однойменний перший альбом гурту був проданий тиражем лише 30 000 платівок, але сьогодні вважається шедевром для багатьох, включаючи таких впливових артистів, як Девід Бові, Браян Іно, Іггі Поп і Том Йорк з Radiohead. До нього увійшли еталонні для моторик треки «Hallogallo» та «Negativland» (гурт Negativland отримав свою назву від цього треку), а також химерні «пісні» на кшталт «Sonderangebot».
Їхній другий альбом, Neu! 2, містить одні з найбільш ранніх прикладів музичних реміксів. Дует, натхненний записом нового альбому, вирішив розширити свої горизонти, придбавши кілька нових інструментів. На гроші, які вони отримали як аванс від звукозаписної компанії, вони змогли записати лише половину матеріалу для альбому. Компанія не збільшила аванс, оскільки перший альбом не продавався достатньо добре, і лейбл не бачив сенсу фінансувати те, що, швидше за все, мало стати провальним. Щоб виправити нестачу матеріалу, гурт заповнив другу сторону альбому маніпуляціями з версіями вже випущених синглів «Neuschnee»/«Super», програючи кожну пісню на різній швидкості і іноді спотворюючи музику, втручаючись у роботу магнітофона або ставлячи платівку не по центру на вертушці. Пісні «Super 16» і «Super 78» (уповільнена і прискорена версії прото-панк пісні «Super» відповідно) мимоволі стали саундтреками до культового фільму 1976 року про бойові мистецтва Master of the Flying Guillotine, режисером якого був Джиммі Ван Юй. Пізніше Квентін Тарантіно послався на цей фільм у фільмі Убити Білла. Фільм 1, також включивши трек «Super 16».
Дінгер і Ротер були дуже різними, коли їх залишили наодинці, і це призвело до того, що їхній останній альбом 1970-х, Neu! '75, став двома сольними напівальбомами. Перша частина — це більш ембієнтні твори Ротера, схожі на перший альбом, хоча й більш клавішні. Друга сторона (особливо пісня «Hero») була визнана важливим впливом для багатьох учасників панк-рок сцени Великої Британії, з глузливим, ледь розбірливим вокалом Дінгера, що пронизує спотворений біт моторик з агресивними одноакордними гітарними ударами.
Щоб допомогти з записом альбому (і, що більш важливо, наживо), були залучені Ганс Лампе і брат Клауса — Томас Дінгер, щоб допомогти виконати більше музики, ніж це було можливо удвох. Після свого виходу і, можливо, до цього дня, Neu! '75 є найрізноманітнішим альбомом на краут-рок сцені. Хоча це можна розглядати як позитивний момент, відмінності в музичному напрямку (а також особисті проблеми) не тільки ізолювали дует Дінгера/Ротера, але й ізолювали їхню і без того невелику фан-базу. Neu! розпався після виходу альбому Neu! '75.
Neu! високо оцінені в книзі Krautrocksampler Джуліана Коупа, поряд з іншими краут-рок виконавцями, такими як Kraftwerk і Can, а Коуп також написав пісню під назвою «Michael Rother», яка з'явилася на CD2 делюксового видання його альбому Jehovahkill.

### 1975—1986: Перерва у діяльності та возз'єднання гурту
У 1974 році Ротер вже співпрацював з німецьким електронним дуетом Cluster, записавши під назвою Harmonia альбом Musik von Harmonia. У 1975 році він записав другий альбом Harmonia, Deluxe, а також наступні сесії з Браяном Іно, які були випущені лише у 1997 році під назвою Tracks and Traces. У 1977 році Ротер почав записуватись як сольний виконавець. Його перші три альбоми: Flammende Herzen (1977), Sterntaler (1978) і Katzenmusik (1979) були записані з продюсером Neu! Конні Планком.
Клаус Дінгер, його брат Томас і Ганс Лампе створили гурт La Düsseldorf, який Девід Бові назвав «саундтреком вісімдесятих». Гурт випустив три успішні альбоми: La Düsseldorf (1976), Viva (1978) та Individuellos (1981).
Між жовтнем 1985 і квітнем 1986 року Дінгер і Ротер намагалися знову розпалити полум'я Neu! додавши більше синтезаторів і трохи більше комерційного аспекту в деякі композиції, група звучала як щось середнє між собою і нещодавніми групами нової хвилі. Однак їх знову розірвали особисті та музичні проблеми.
Прикладом різкого контрасту між Дінгером і Ротером стали такі треки, як «Crazy», спроба Ротера зіграти поп-музику, і «'86 Commercial Trash», колаж Дінгера з діалогів і звукових ефектів з німецької телевізійної реклами того року. Робота, що відбувалася під час цих сесій, пізніше випливе на поверхню під назвою Neu! 4 наприкінці 1995 року.

### 1987—2009: Acrimony, перевидання CD, смерть Дінгера
Дінгер і Ротер не працювали разом протягом 1990-х років, і між ними дійсно існувала певна гіркота, не в останню чергу через те, що Дінгер випустив кілька старих неякісних записів Neu! на японському лейблі Captain Trip без відома чи згоди Ротера. Наприкінці 1995 року цей лейбл випустив раніше згадані записи Neu! 4 з сесій 1985—1986 років. Він також випустив Neu! '72 Live in Düsseldorf (записаний 6 травня 1972 року), який складався з погано записаних репетицій деяких невдалих живих виступів, але примітний включенням Ебергарда Кранемана, який недовго грав у Kraftwerk разом із Дінгером.
Триб'ют-альбом 1999 року під назвою A Homage to Neu!, виданий на Cleopatra Records, містить кавери від The Legendary Pink Dots, Download, Autechre, Dead Voices on Air, Khan, System 7 та Джеймса Плоткіна, а також оригінальний трек Ротера під назвою «Neutronics 98 (A Tribute to Conny Plank)», присвячений Планку, який помер у 1987 році.
Протягом багатьох років гострі суперечки між Ротером і Дінгером заважали їм досягти згоди щодо ліцензійних домовленостей, аби зробити музику Neu! доступною на компакт-дисках. У вакуумі, що утворився, нелегальні та низькоякісні бутлеґи (мастеровані зі старих вінілових платівок) розповсюджувала фірма Germanofon.
Ситуація остаточно вирішилася у 2001 році, коли Ротер і Дінгер відклали свої розбіжності і пішли до студії, щоб переписати три альбоми Neu! на компакт-диски з оригінальних майстер-касет (як повідомляється, мастеринг кожного альбому виконаний тричі). Ці диски були випущені лейблом Grönland Records (за ліцензією лейблу Astralwerks у США), упаковані в наклейки із захопленими рецензіями відомих артистів, включаючи Тома Йорка. Після виходу перших трьох альбомів Дінгер і Ротер намагалися, але не змогли домовитися про легальне видання Neu! 4. Ротер назвав провал цих переговорів «прикрим».
Ротер говорив, що вони з Дінгером розглядали можливість запису п'ятого альбому Neu!, але ця ідея була відкинута після того, як між ними знову виникли особисті розбіжності. Дінгер помер від серцевої недостатності 21 березня 2008 року. Ротер сказав, що не знав про хворобу Дінгера до самої його смерті.
Ротер пише і продюсує сольні альбоми. До своєї смерті Дінгер був учасником гурту La! Neu? — назва якого також дратувала Ротера — а також співпрацював з музиканткою Мікі Юї та групою sub-tle. у проєкті, який досі не вийшов.

### 2009-дотепер
25 травня 2009 року новий лейбл Feraltone випустив компіляцію під назвою Brand Neu!, що містить треки багатьох сучасних виконавців, які визнають вплив Neu!. Зокрема, до нього увійшов трек Міхаеля Ротера з попереднього альбому, присвяченого Neu! (A Homage to Neu!), а також новий трек La Duesseldorf.de, один з останніх записів Клауса Дінгера перед його смертю. У компіляції представлені як молоді, так і відомі виконавці з усього світу, включаючи Oasis, Primal Scream, Kasabian, School of Seven Bells, Ciccone Youth (Sonic Youth), Holy Fuck і молодий гурт Pets With Pets з Австралії. Це було зроблено для того, щоб підкреслити величезний вплив Neu!, який охоплює кілька десятиліть і країн.
Права на бек-каталог Neu! спільно належать Ротеру, спадщині Дінгера і вдові Планка, Крісті Фаст. Ротер працював з ними над створенням бокс-сету, до якого увійшли всі записи Neu!, включно з матеріалом, що з'явився на альбомі Neu! 4 (зараз офіційно виданий як Neu! '86). Neu! Vinyl Box був випущений у травні 2010 року, а Neu! '86 вийшов як окремий реліз пізніше того ж року. До бокс-сету увійшли деякі з «живих» записів 1972 року на максі-синглі.
У 2010 році Ротер об'єднався зі Стівом Шеллі (з Sonic Youth) та Аароном Малланом (з Tall Firs) для Hallogallo 2010, живого проєкту, щоб представити музику Neu! та кілька нових творів. З того часу він періодично гастролює з німецьким тріо Camera, виконуючи твори Neu!, Harmonia та власну сольну музику, а також зрідка з Дітером Моебіусом з Cluster. З 2014 року він гастролює з Гансом Лампе та колишнім гітаристом Camera Францом Баргманом.
Щоб відсвяткувати 50-річчя дебютного альбому Neu!, Ротер відіграв два концерти Michael Rother & Friends: Celebrate 50 years NEU!. Перший у Берліні 26 жовтня 2022 року, а другий концерт у Лондоні 3 листопада 2022 року.

## Музичний стиль і вплив
Ритми та розріджена атмосфера Neu! мали значний вплив на такі жанри, як електроніка та панк. Критик The New York Times Бен Сісаріо описав їхнє звучання як «гулкий, гіпнотичний стиль, що складається з простих ритмів пана Дінгера та гітарних ефектів пана Ротера, що постійно рухаються». Сісаріо назвав їхні перші три альбоми «віхами німецького експериментального року, жанру, який журналісти та шанувальники швидко охрестили краут-роком». AllMusic відзначив їхню схильність до «мінімалістичних мелодій та замкнутих грувових ритмів».
Гурт став піонером «моторику» — мінімалістичного ритму 4/4, який часто використовується барабанщиками, пов'язаними з краут-роком. Він характеризується важким, пульсуючим грувом, що створює відчуття руху вперед. Ймовірно, вперше гурт використав його на своєму дебютному альбомі, а згодом його перейняли інші краут-рок гурти. Сам Дінгер згодом назвав його «апач-бітом».
Такі виконавці, як Девід Бові, Sex Pistols, Sonic Youth, Stereolab і Tortoise спиралися на творчість Neu! у своїй музиці. Siouxsie and the Banshees згадували про вплив гурту на свою творчість. Японський експериментальний гурт Boredoms називає Neu! помітним фактором, що вплинув на їхнє пізнє звучання, що проявляється в унікальному застосуванні техніки реміксів з маніпуляціями з магнітофонною стрічкою і рушійних ритмів 4/4, які вперше були застосовані Ротером і Дінгером.

## Склад
- Клаус Дінгер — вокал, барабани, гітари, клавішні, кото, перкусія (1971—1975, 1985—1986; пом. 2008)
- Міхаель Ротер — гатіри, бас-гітара, клавішні (1971—1975, 1985—1986)
- Ебергард Кранеман — бас-гітара, слайд-гітара (1972)
- Улі Трепте — бас-гітара (1972; пом. 2009)
- Томас Дінгер — барабани (1975; пом. 2002)
- Ганс Лампе — барабани (1975)
- Конрад Матьє — бас-гітара (1985—1986)
- Георг Зессенхаузен — барабани (1985—1986)

## Дискографія

### Студійні альбоми
- Neu! (1972)
- Neu! 2 (1973)
- Neu! '75 (1975)
- Neu! '86 (2010)

### Компіляції, ауттейки та концертні альбоми
- Black Forest Gateau  (1982)
- Neu! 4 (1995)
- Neu! '72 Live in Dusseldorf (1986)
- Avantgarde History (2009)
- Vinyl Box (2010)
- 50! (2022)

### Сингли
- «Super»/«Neuschnee» (1972)
- «Isi»/«After Eight» (1975)
- «Crazy»/«Euphoria» (2010)
- «Hallogallo (Stephen Morris and Gabe Gurnsey Remix)» (2022)

### Триб'ют-альбоми
- A Homage to Neu! (2001)
- Brand Neu!: Tribute to Neu!  (2009)
- Tribute (2022)